# Curculigo
Curculigo es un género de plantas perteneciente a la familia de las hipoxidáceas. Comprende trece especies de regiones tropicales y subtropicales del Hemisferio Sur.

## Descripción
Presentan un rizoma como órgano subterráneo de perpetuación y de reserva. Las flores son amarillas, con un largo tubo perigonial. El fruto es una baya que se halla rodeada por las bases foliares y lleva el tubo perigonial persistente.

## Taxonomía
El género fue descrito por Joseph Gaertner y publicado en De Fructibus et Seminibus Plantarum.... 1: 63. 1788. La especie tipo es: Curculigo orchioides Gaertn.

## Especies aceptadas
A continuación se brinda un listado de las especies del género Curculigo aceptadas hasta septiembre de 2014, ordenadas alfabéticamente. Para cada una se indica el nombre binomial seguido del autor. abreviado según las convenciones y usos.
- Curculigo annamitica Gagnep. in Lecomte, Fl. Indo-Chine 6: 685 (1934).
- Curculigo breviscapa S.C.Chen, Acta Phytotax. Sin. 11: 132 (1966).
- Curculigo conoc Gagnep. in H.Lecomte, Fl. Indo-Chine 6: 683 (1934).
- Curculigo disticha Gagnep. in H.Lecomte, Fl. Indo-Chine 6: 682 (1934).
- Curculigo ensifolia R.Br., Prodr.: 290 (1810).
- Curculigo erecta Lauterb.
- Curculigo orchioides Gaertn., Fruct. Sem. Pl. 1: 63 (1788).
- Curculigo pilosa (Schumach. & Thonn.) Engl. in H.G.A.Engler & Drude, Veg. Erde 9(II): 353 (1908).
- Curculigo racemosa Ridl., J. Straits Branch Roy. Asiat. Soc. 44: 198 (1905).
- Curculigo scorzonerifolia (Lam.) Baker, J. Linn. Soc., Bot. 17: 124 (1878).
- Curculigo seychellensis Bojer ex Baker, Fl. Mauritius: 368 (1877).
- Curculigo sinensis S.C.Chen, Acta Phytotax. Sin. 11: 133 (1966).
- Curculigo tonkinensis Gagnep. in H.Lecomte, Fl. Indo-Chine 6: 684 (1934).